# Thysanomitrion tenuinerve
Thysanomitrion tenuinerve là một loài Rêu trong họ Dicranaceae. Loài này được (M. Fleisch.) M. Fleisch. miêu tả khoa học đầu tiên năm 1923.